# 1960-talsvagn
1960-talsvagn är samlingsbenämningen på de persontågsvagnar som Statens Järnvägar beställde under 1960-talet för fjärrtågstrafik.

## Historia

### Tillverkning
Under 1950-talet började SJ:s vagnspark bli allt mer föråldrad och hade ännu vagnar byggda i trä från 1900-talets allra första år i trafik, och därför börjades en ny vagnstyp utredas.
SJ gav de tre vagnstillverkare vid den här tiden, det vill säga Kalmar Verkstad AB (KVAB, senare Statsföretag), Kockums och AB Svenska Järnvägsverkstäderna (ASJ), i uppdrag att konstruera och tillverka vagnarna. De första levererades 1960 och kom sedan i olika omgångar under hela 1960-talet varför typen dessemellan kallas "1960-talsvagnar".
Totalt levererades 464 exemplar 1960-talsvagnar till SJ under perioden 1960–1969. Vagnarna hade alla en längd över buffertarna på 24,1 meter (undantaget sovvagnarna med längden 24,5 meter). Vagnkorgen är byggd i cortenstål. Entrédörrarna ligger i plan med ytterväggen. Entrédörrarna går inte att fjärrmanövrera vilket gör att konduktören manuellt får stänga dörrarna. Fönstren är av öppningsbar typ med fönsterram i kromad metall eller aluminium. Till att börja med fanns heller ingen låsning av entrédörrarna vid högre farter, vilket var en säkerhetsrisk. Automatisk låsning tillkom dock redan de första åren och vagnar som saknade detta kompletterades snart med detta.

### I drift
Med tiden renoverades 1960-talsvagnarna. Några av åtgärderna var följande: 
- inbyggda slutlyktor
- ny stolklädsel (grovt tyg i rostbrun färg) i olika omgångar och
- ny innerbelysning
- väggar fick ny beklädnad.
- vakuum- WC

Flera varianter tillkom genom diverse ombyggnader.
När Statens Järnvägar bolagiserades 2001 överfördes merparten av vagnarna till SJ AB, postvagnarna kom dock att tillfalla Green Cargo och resgodsvagnarna hade redan börjat slopas eftersom resgodshanteringen lades ned året innan. Vidare tillföll även ett antal vagnar Affärsverket Statens Järnvägar som uthyrde dem till olika operatörer som bedrev trafik upphandlad av Rikstrafiken.

### Slopning
2004 började SJ att slopa sina 1960-talsvagnar och 2006 togs de sista sittvagnarna ur trafik. Vissa såldes till olika privata aktörer samt till de kroatiska järnvägarna. Kvar i SJ:s ägo finns sovvagnar, ett fåtal resgodsvagnar samt diverse specialvagnar. Tidigare fanns även restaurangvagnar men dessa avställdes 2010-2011 med undantag av fem som såldes till Affärsverket Statens Järnvägar.
När Affärsverket Statens Järnvägar avvecklade sin verksamhet hamnade 1960-talsvagnarna hos de privata aktörerna Skandinaviska Jernbanor, Tågåkeriet i Bergslagen samt Netrail. Netrail sålde sedan vidare sina vagnar till Snälltåget.

## Ingående vagnstyper
Här följer några data om de vanligaste 1960-talsvagnarna, för varianter: se huvudvariantens sida. Typer markerade med asterisk anger en typ som ombyggts till det senare, då anges ombyggnadsår som tillverkningsår och med ursprungligt tillverkningsår inom parentes.

### Lite om tekniken
Tidigare vagnsgenerationer var 23,5 meter men 1960-talsvagnarna utfördes alla med längden 24,1 meter, förutom sovvagnarna som fick längden 24,5 meter. Vagnkorgen kännetecknas av att gavlarna är avrundade. Vagntypen var till viss del påverkad av personvagnsutvecklingen i främst Tyskland.
Endast vissa av restaurangvagnarna försågs med klimatanläggning, vilket gjorde att innertemperaturen sommartid kunde bli rätt hög. Sittkomforten var dock mycket god även i andra klass. Komforten i andraklass var högre än vad det annars brukade vara i fjärrtågsvagnar i de flesta andra europeiska länder under denna tid.
Vagnkorgens bredd var 314 cm.
Vagnarna var dock kortare än motsvarande vagnar i t.ex. dåvarande Västtyskland. 1960-talsvagnarna var 24,1 meter, medan motsvarande västtyska vagnar var 26,4 meter (vissa 27,5 meter) långa. Ett vanligt mått på den tiden var annars 24,5 m vilket även var måttet på SJ:s sovvagnar av denna generation.

### Översikt svenska personvagnar, sextiotalsgenerationen, originalutförande
|                         | AB2           | B1           | B5            | R1             | AB3           | A2             | WL1          | RB1          |
| ----------------------- | ------------- | ------------ | ------------- | -------------- | ------------- | -------------- | ------------ | ------------ |
| Allmänt                 |               |              |               |                |               |                |              |              |
| Typ                     | sitt          | sitt         | sitt          | sitt           | rest          | ligg           | sov          | rest         |
| Operatör                | SJ            | SJ           | SJ            | SJ             | SJ            | SJ             | SJ           | SJ           |
| Tillverkare             | ASJ           | KVAB         | Kockums       | KVAB           | ASJ           | ASJ            | KVAB         | KVAB         |
| Beställning             | 19xx          | 19xx         | 19xx          | 19xx           | 19xx          | 19xx           | 19xx         | 19xx         |
| Antal tillverkade       | 35 st         | 100 st       | 115 st        | 21 st          | 78 st         | 65 st          | 25 st        | 25 st        |
| Första leverans         | 1960          | 1960         | 1960          | 1960           | 1961          | 1963           | 1964         | 1968         |
| Tomvikt                 | 43,0 t        | 40,0 t       | 42,0 t        | 48,0 t         | 52,0 t        | 42,0 t         | 46,0 t       | 39,0 t       |
| Tillverkningsland       | Sverige       | Sverige      | Sverige       | Sverige        | Sverige       | Sverige        | Sverige      | Sverige      |
| Sth                     | 130 km/tim    | 130 km/tim   | 130 km/tim    | 130…160 km/tim | 130 km/tim    | 130…160 km/tim | 130 km/tim   | 130 km/tim   |
| Korg                    |               |              |               |                |               |                |              |              |
| Längd över stötytor     | 24.100 mm     | 24.100 mm    | 24.100 mm     | 24.100 mm      | 24.100 mm     | 24.100 mm      | 24.500 mm    | 24.100 mm    |
| Korglängd               | 23.340 mm     | 23.340 mm    | 23.340 mm     | 23.340 mm      | 23.340 mm     | 23.340 mm      | 23.740 mm    | 23.340 mm    |
| Boggieavstånd           | 16.600 mm     | 16.600 mm    | 16.600 mm     | 16.600 mm      | 16.600 mm     | 16.600 mm      | 17.000 mm    | 16.600 mm    |
| Korghöjd                | 4.070 mm      | 4.070 mm     | 4.070 mm      | 4.070 mm       | 4.070 mm      | 4.070 mm       | 4.300 mm     | 4.070 mm     |
| Korgbredd               | 3.140 mm      | 3.140 mm     | 3.140 mm      | 3.140 mm       | 3.140 mm      | 3.140 mm       | 3.134 mm     | 3.140 mm     |
| Korgmaterial            | stål          | stål         | stål          | stål           | stål          | stål           | stål         | stål         |
| Typ av koppel           | skruvkoppel   | skruvkoppel  | skruvkoppel   | skruvkoppel    | skruvkoppel   | skruvkoppel    | skruvkoppel  | skruvkoppel  |
| Utv yta vägg            | korr plåt     | korr plåt    | korr plåt     | korr plåt      | korr plåt     | korr plåt      | korr plåt    | korr plåt    |
| Utv färg                | mörkbrun      | mörkbrun     | mörkbrun      | mörkbrun       | mörkbrun      | mörkbrun       | mörkbrun     | mörkbrun     |
| Boggier                 |               |              |               |                |               |                |              |              |
| Beteckning              | MD 12         | MD 12        | MD 12         | MD 11          | MD 12         | MD 12          | MD 12        | MD 11        |
|                         |               |              |               | MD 12          |               |                |              | MD 12        |
| Spårvidd                | 1.435 mm      | 1.435 mm     | 1.435 mm      | 1.435 mm       | 1.435 mm      | 1.435 mm       | 1.435 mm     | 1.435 mm     |
| Axelavstånd             | 2.500 mm      | 2.500 mm     | 2.500 mm      | 2.500 mm       | 2.500 mm      | 2.500 mm       | 2.500 mm     | 2.500 mm     |
| Hjuldiameter -nytt      | 980 mm        | 980 mm       | 980 mm        | 980 mm         | 980 mm        | 980 mm         | 980 mm       | 980 mm       |
| Primärfjädring          | spiral        | spiral       | spiral        | spiral         | spiral        | spiral         | spiral       | spiral       |
| Sekundärfjädring        | spiral        | spiral       | spiral        | spiral         | spiral        | spiral         | spiral       | spiral       |
| Broms                   | blockbroms    | blockbroms   | blockbroms    | blockbroms     | blockbroms    | blockbroms     | blockbroms   | blockbroms   |
| Energisystem            |               |              |               |                |               |                |              |              |
| Samlingsskena           | ja            | ja           | ja            | ja             | ja            | ja             | ja           | ja           |
| Spänning dito           | 1,0 kV 17 Hz  | 1,0 kV 17 Hz | 1,0 kV 17 Hz  | 1,0 kV 17 Hz   | 1,0 kV 17 Hz  | 1,0 kV 17 Hz   | 1,0 kV 17 Hz | 1,0 kV 17 Hz |
| Antal faser dito        | enfas         | enfas        | enfas         | enfas          | enfas         | enfas          | enfas        | enfas        |
| Generator               | ?             | ?            | ?             | ?              | ?             | ?              | ?            | ?            |
| Batterispänning         | xx V          | xx V         | xx V          | xx V           | xx V          | xx V           | xx V         | xx V         |
| Ångvärme                | ?             | ?            | ?             | ?              | ?             | ?              | ?            | ?            |
| Klimatanläggning        | nej           | nej          | nej           | ja             | nej           | nej            | nej          | (ja)         |
| Inredning               |               |              |               |                |               |                |              |              |
| Typ av inredning        | salong o kupé | salong       | salong o kupé | salong         | salong o kupé | salong o kupé  | sovkupé      | salong       |
| Antal säten             | 60 pl         | 62 pl        | 52…68 pl      | 44 pl          | 52 pl         | 40 pl          | (33 pl)      | 48 pl        |
| Antal säten i bredd     | 2 + 2         | 2 + 2        | 2 + 2         | 2 + 2          | 2 + 2         | 2 + 1          | 2            | 2 + 2        |
| Sätesavstånd            | 104 cm (2 kl) | 105 cm       | xxx cm        | xxx cm         | 104 cm (2 kl) | xxx cm         | xxx cm       | xxx cm       |
| Antal ingångar per sida | 2 st          | 2 st         | 2 st          | 1 st           | 2 st          | 2 st           | 2 st         | 1 st         |

| Littera     | Typ                        | Tillverkningsår       | Tillverkare | Sitt-/sovplatser | Antal  | Status            |
| ----------- | -------------------------- | --------------------- | ----------- | ---------------- | ------ | ----------------- |
| A2          | Första klass               | 1963-1968             | ASJ         | 40 st            | 65 st  | Enstaka i trafik  |
| AB2         | Första och andra klass     | 1960-1962             | ASJ         | 60 st            | 35 st  | Slopade           |
| AB3         | Första och andra klass     | 1961-1964             | ASJ         | 52 st            | 78 st  | Enstaka i trafik  |
| B1          | Andra klass                | 1960-1968             | KVAB        | 62 st            | 100 st | Enstaka i trafik  |
| B5          | Andra klass                | 1961-1967             | ASJ, KMV    | 52 st            | 115 st | Enstaka i trafik  |
| B13*        | Andra klass                | 1990-tal (1961-1964)  | ASJ         | 52 st            | 13 st  | Ommärkta till AB3 |
| BS5*        | Andra klass och servering  | 1991-1992 (1961-1967) | ASJ, KMV    | 46 st            | 16 st  | Enstaka i trafik  |
| R1          | Restaurang                 | 1960-1962             | KVAB        | 46 st            | 21 st  | Slopade           |
| R2*         | Restaurang                 | 1990-tal (1968-1969)  | KVAB        | 44 st            | 25 st  | Enstaka i trafik  |
| R12*        | Restaurang                 | 2000-2001 (1968-1969) | KVAB        | 48 st            | 7 st   | I trafik          |
| RB1         | Restaurang och andra klass | 1968-1969             | KVAB        | 48 st            | 25 st  | Slopade           |
| WL1         | Sovvagn (1:a klass)        | 1964-1965             | KVAB        | 30 st            | 25 st  | I trafik          |
| DF28        | Resgods och post           | 1965                  | KMV         | -                | 20 st  | Ombyggda till D38 |
| D38/D48/Db* | Post                       | 1990-tal (1965)       | KMV         | -                | 19 st  | I trafik          |
| F5/F33      | Resgods                    | 1961                  | KVAB        | -                | 35 st  | Slopade           |
| F6K/F24K    | Resgods                    | 1961                  | KVAB        | -                | 10 st  | Enstaka i trafik  |

## Källhänvisningar
- Svenska Person- och Motorvagnar 1999, SJK Skriftserie nr. 69, Stockholm 1999 ISBN 91-85098-87-6